# 1921 a tudományban
Az 1921. év a tudományban és a technikában.

## Díjak
- Nobel-díjak
  - Fizikai Nobel-díj: Albert Einstein
  - Fiziológiai és orvostudományi Nobel-díj: (nem adták ki)
  - Kémiai Nobel-díj: Frederick Soddy

## Születések
- január 18. – Yoichiro Nambu Nobel-díjas japán-amerikai elméleti fizikus († 2015)
- március 20. – Rényi Alfréd magyar matematikus, akadémikus († 1970)
- április 15. – Georgij Tyimofejevics Beregovoj szovjet űrhajós, a fizikai tudományok kandidátusa († 1995)
- május 21. – Andrej Szaharov Nobel-békedíjas  orosz magfizikus († 1989)
- július 18. – John Glenn amerikai űrhajós († 2016)
- július 19. – Rosalyn Sussman Yalow Nobel-díjas amerikai fizikus († 2011)
- augusztus 26. – Maxime Faget amerikai mérnök, a Mercury űrhajó tervezője († 2004)
- október 21. – Ingrid van Houten-Groeneveld holland csillagász († 2015)

## Halálozások
- március 17. – Nyikolaj Jegorovics Zsukovszkij orosz tudós, matematikus, fizikus, az áramlástan kutatója, a repülés fizikai alapfeltételeinek elemzője és elméletének kidolgozója (* 1847)
- április 1. – Süss Nándor német származású mechanikus, a magyarországi műszerészképzés és finommechanikai ipar megteremtője, az egykori Magyar Optikai Művek jogelődjének alapítója (* 1848)
- augusztus 29. – Joel Asaph Allen amerikai zoológus, ornitológus (* 1838)
- október 23. – John Boyd Dunlop skót származású, Írországban működött feltaláló (* 1840)
- november 4.– Oscar Montelius svéd történész és régész (* 1843)
- november 30. – Hermann Amandus Schwarz német matematikus, aki főként a komplex analízis kapcsán ismert (* 1843)
- december 12. – Henrietta Swan Leavitt amerikai amatőrcsillagász, a változócsillagok fényességváltozási periódusa és abszolút fényessége közötti összefüggés felfedezője (* 1868)
- december 13. – Max Noether német matematikus (* 1844)